# Премія імені Івана Франка (НСПУ)
Пре́мія і́мені І́вана Франка́ — премія НСПУ за переклади та популяризацію української літератури за кордоном. Заснована 1991 року. Грошова винагорода становить 1000 гривень.

## Лауреати
- 1997 — Віра Річ
- 2000 — В'ячеслав Рагойша і Тетяна Кабржицька
- 2001 — Анатолій Біленко
- 2003 — В. Стрілко і Михайло Козимиренко
- 2004 — Міодраг Сібінович
- 2006 — Алена Моравкова
- 2007 — Ніл Гілевич